# Schloss Boden

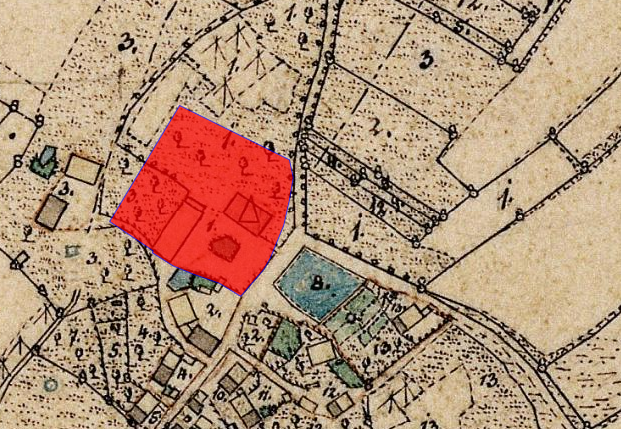
Lageplan von Schloss Boden auf dem Urkataster von Bayern

Das Schloss Boden ist ein Schloss im Gemeindeteil Boden der Oberpfälzer Gemeinde Edelsfeld im Landkreis Amberg-Sulzbach von Bayern. Der Edelsitz ist unter der Aktennummer D-3-71-119-4 als Baudenkmal verzeichnet. „Archäologische Befunde der frühen Neuzeit im Bereich des ehem. Hofmarkschlosses Boden“ werden ferner als Bodendenkmal unter der Aktennummer D-3-6436-0104 geführt.

## Geschichte
Die Hofmark lag im Landrichteramt Sulzbach und besaß die niedere Gerichtsbarkeit.
In der Landtafel von Pfalz-Neuburg von 1514 wird Erhard Grätl als Inhaber der Hofmark beglaubigt. Sein Nachfolger ist 1562 Erhard von Zedtwitz. Die Zedwitz sind noch 1573 als Landsassen eingetragen, allerdings hat der Topograph Christoph Vogel einen Conz Wallenroder als Eigentümer angegeben. Karl Breuning leistet 1580 die Erbhuldigung. Ihm war von Hans Furtenbach das Landsassengut pfandweise eingeräumt worden. 1585 ging das Gut auf dem Verkaufsweg an Hans Christoph Modschidler über. Nachfolger sind Hans von Steinau (1589) und Albrecht Toß (1601). 1652 werden die Steinlinger als Landsassen genannt. 1809 wird in Boden und Steinling ein Patrimonialgericht gebildet, dessen Inhaber Wilhelm Freiherr von Steinling ist. Bei dieser Familie verblieb die Hofmark bis Anfang des 19. Jahrhunderts.
1820/21 wird Boden als landgerichtliche Gemeinde bezeichnet. 1830 wird Boden nach Sigras eingemeindet und am 1. Januar 1972 wird Sigras nach Edelsfeld eingemeindet.

## Baulichkeit
Das Gebäude ist ein zweigeschossiger, verputzter Massivbau mit einem hohen Satteldach. Es besitzt einen Rundbogeneingang, an der Längsseite fünf und an der Breitseite drei Fensterreihen, eine einfache Fassadengliederung und einen Dachreiter. Das Gebäude wurde im 16./17. Jahrhundert errichtet. Heute wird das ehemalige Schlossgebäude als Bauernhof genutzt, bis 1942 war es ein Gasthaus. Der gegenwärtige Zustand wird als wenig repräsentativ bezeichnet.